# Stadtgottesacker
Der Stadtgottesacker ist eine Friedhofsanlage in der Stadt Halle an der Saale. Er wurde ab 1557 nach dem Vorbild der italienischen Camposanto-Anlagen errichtet und gilt als ein Meisterwerk der Renaissance nördlich der Alpen.

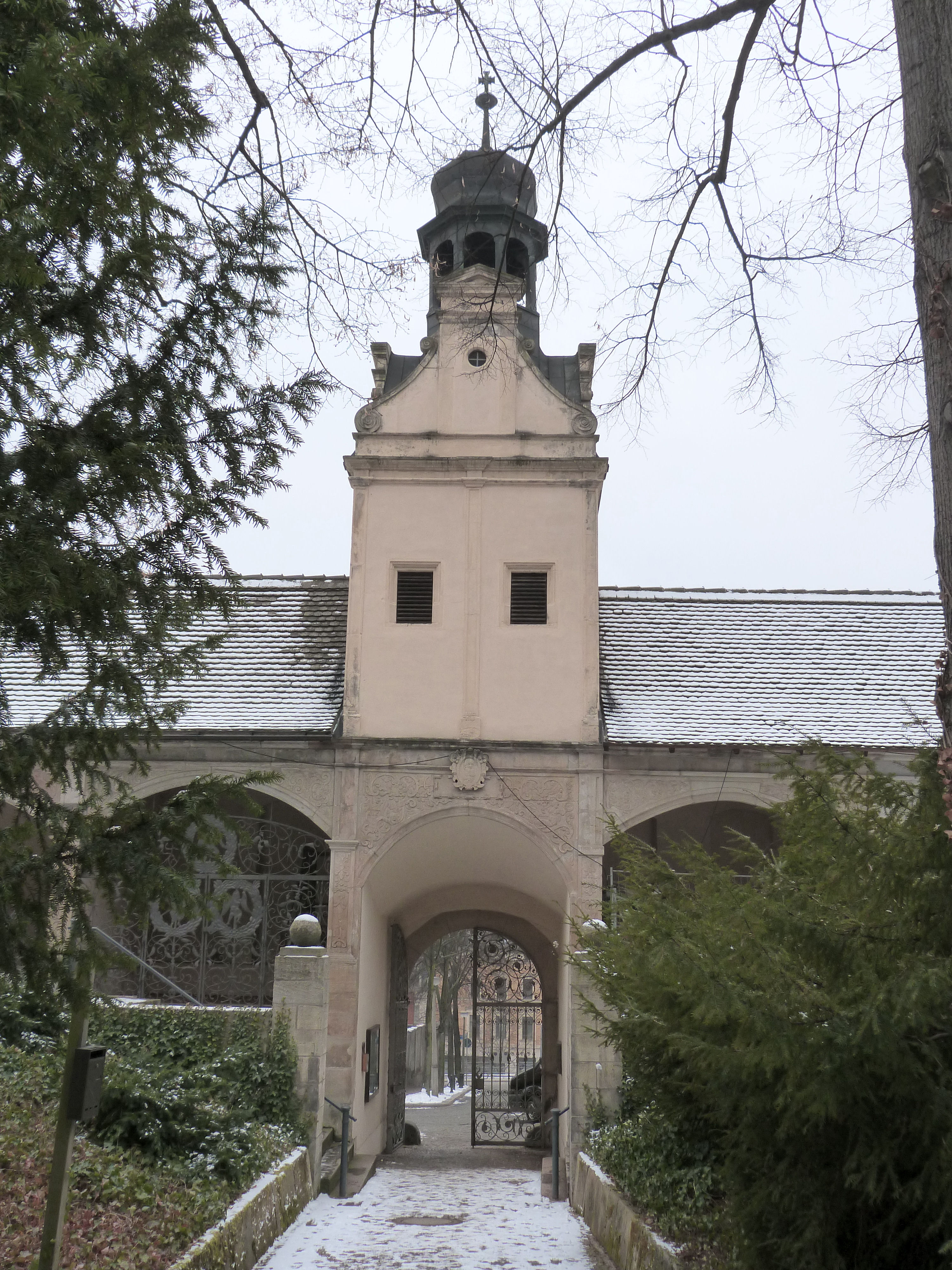
Innenansicht des Eingangs mit Torturm

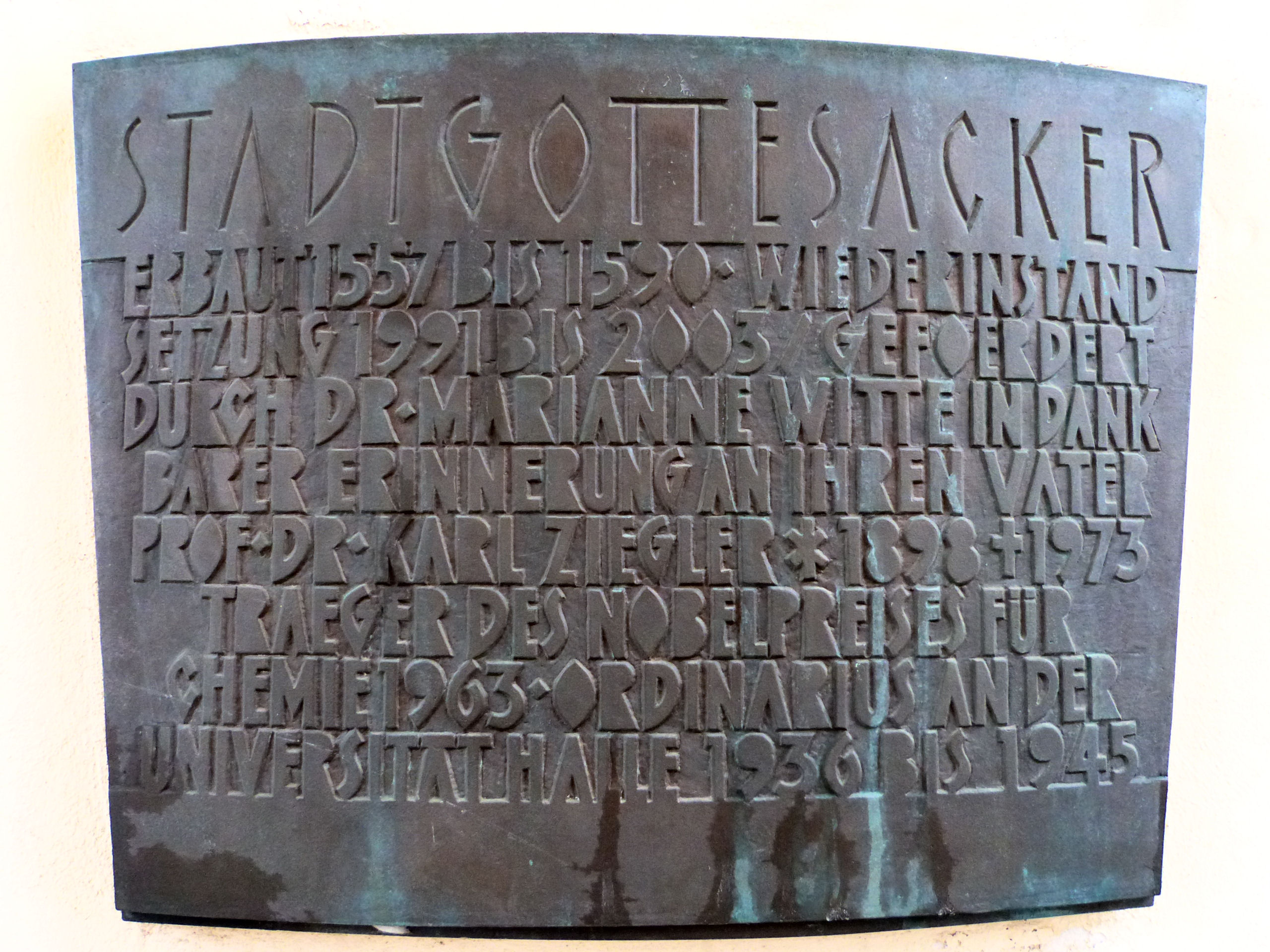
Gedenktafel für Marianne Witte im Eingangsbereich

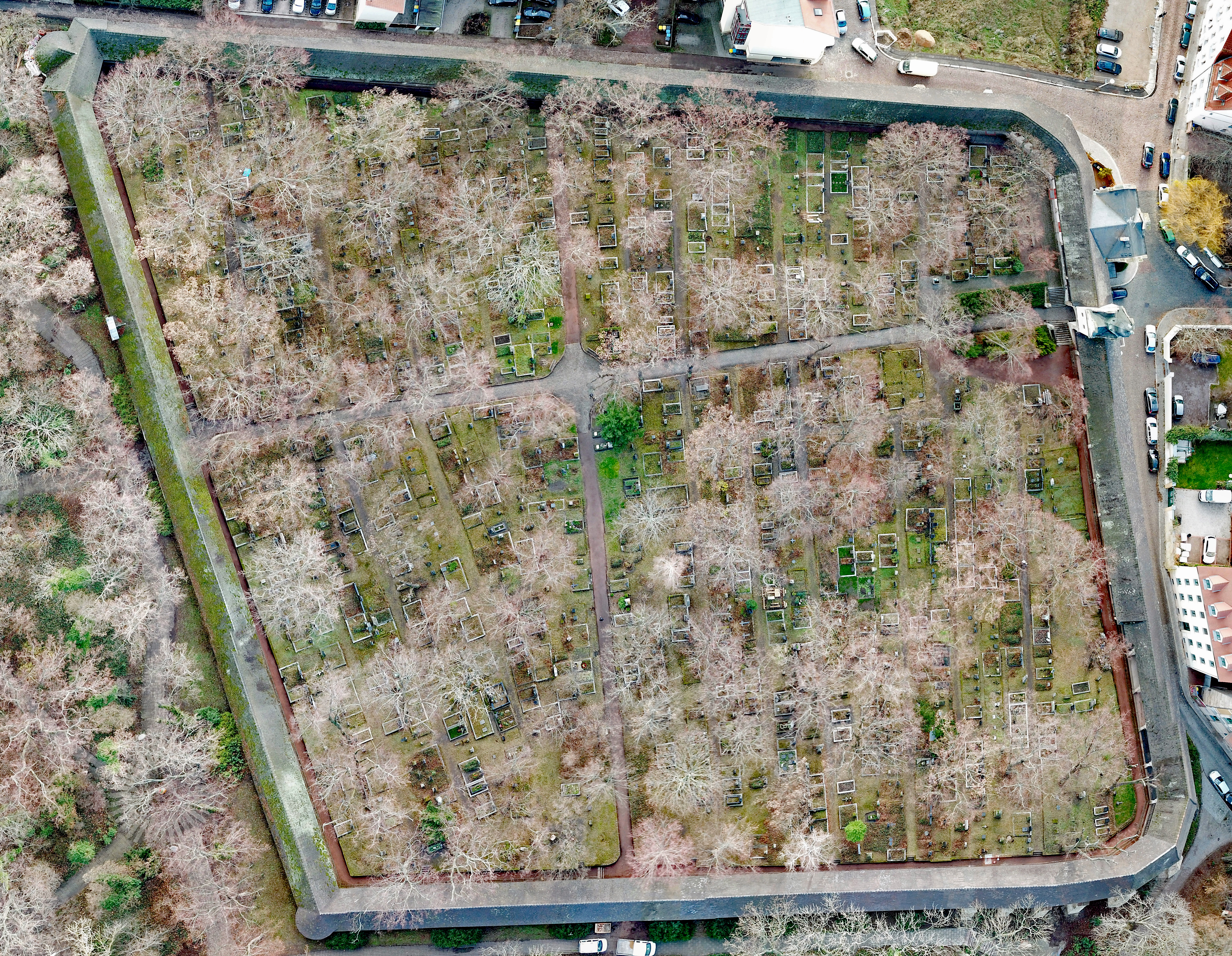
Luftbild

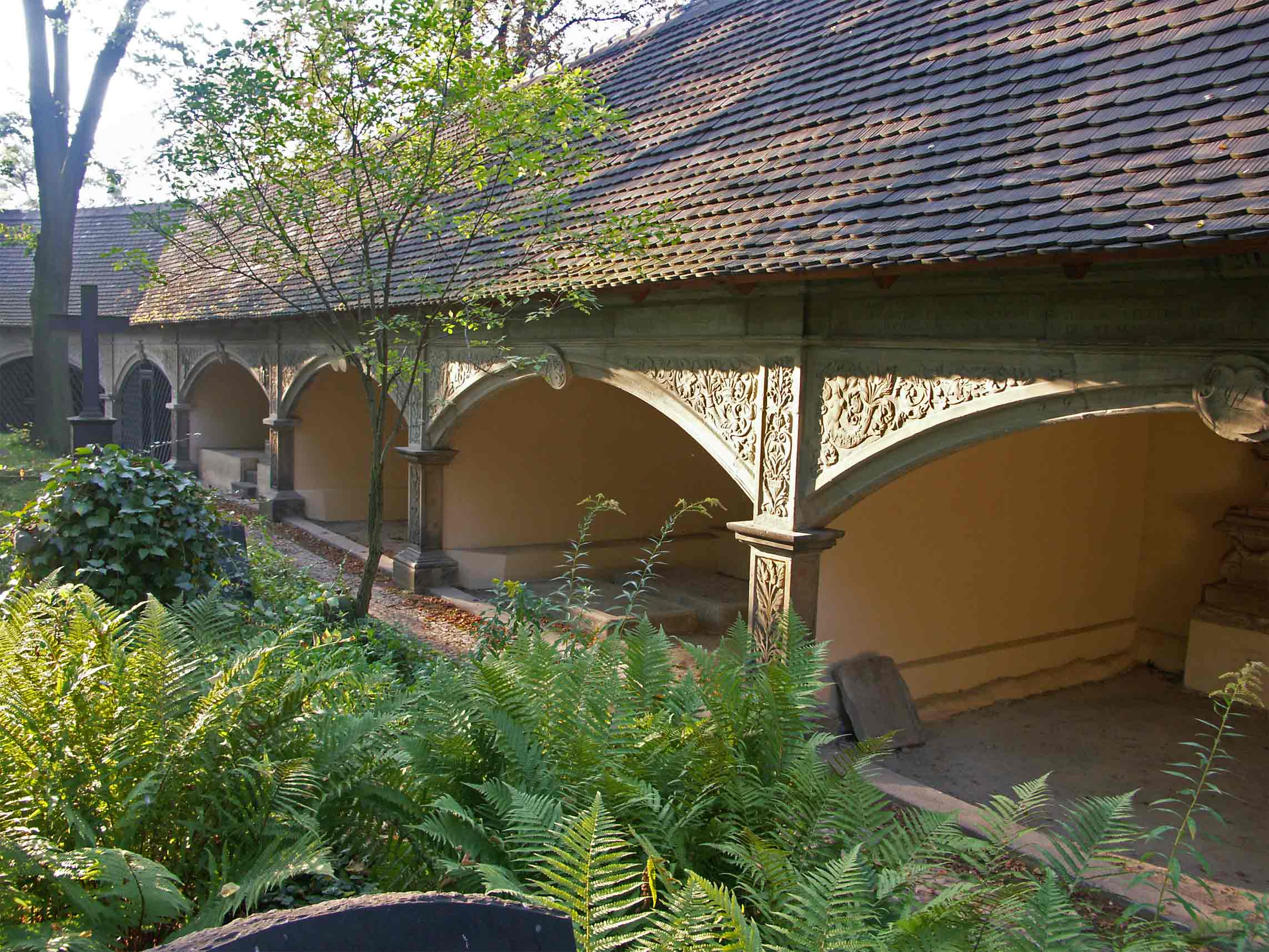
Arkaden der Nordseite

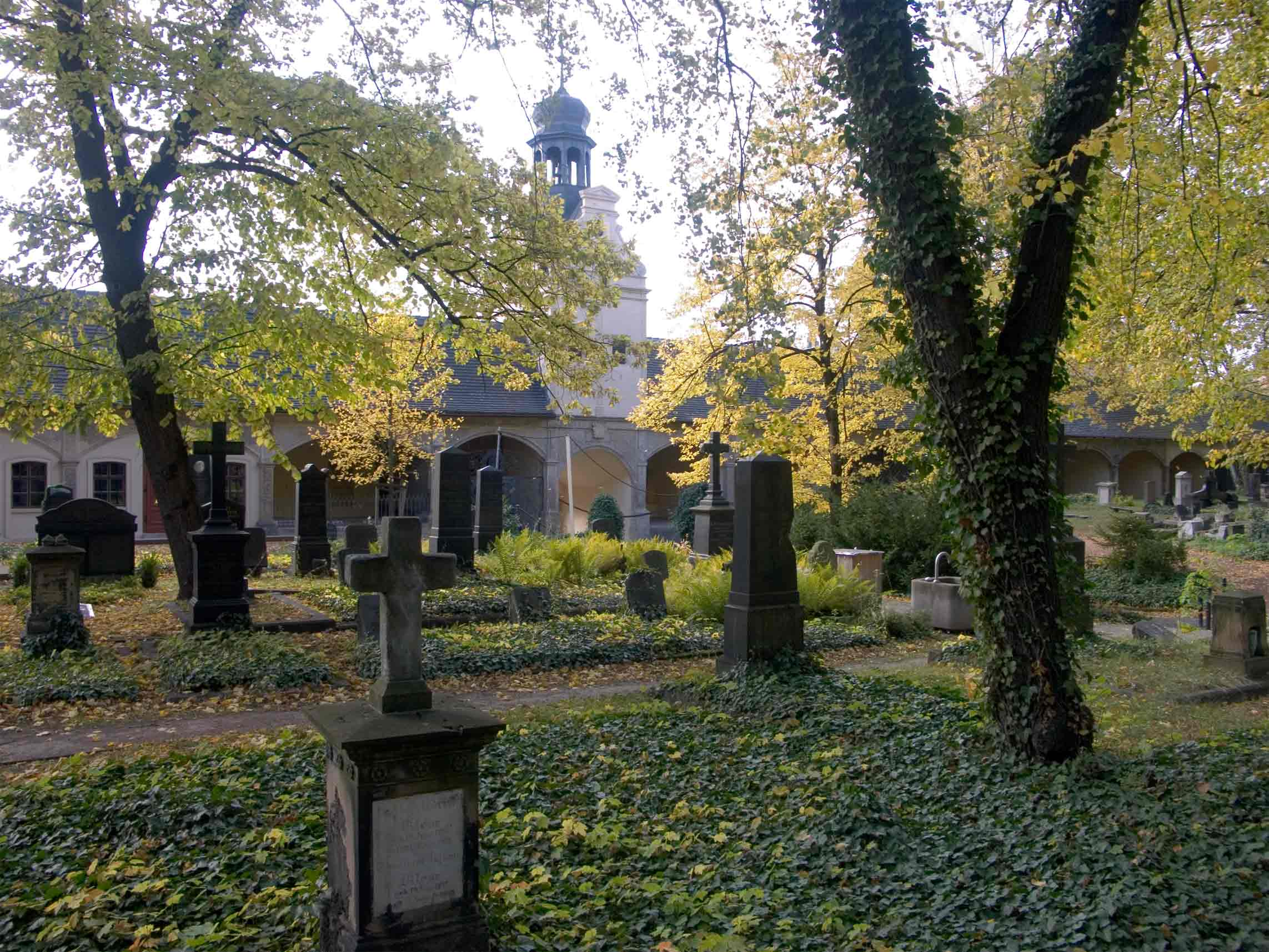
Blick zum Torturm

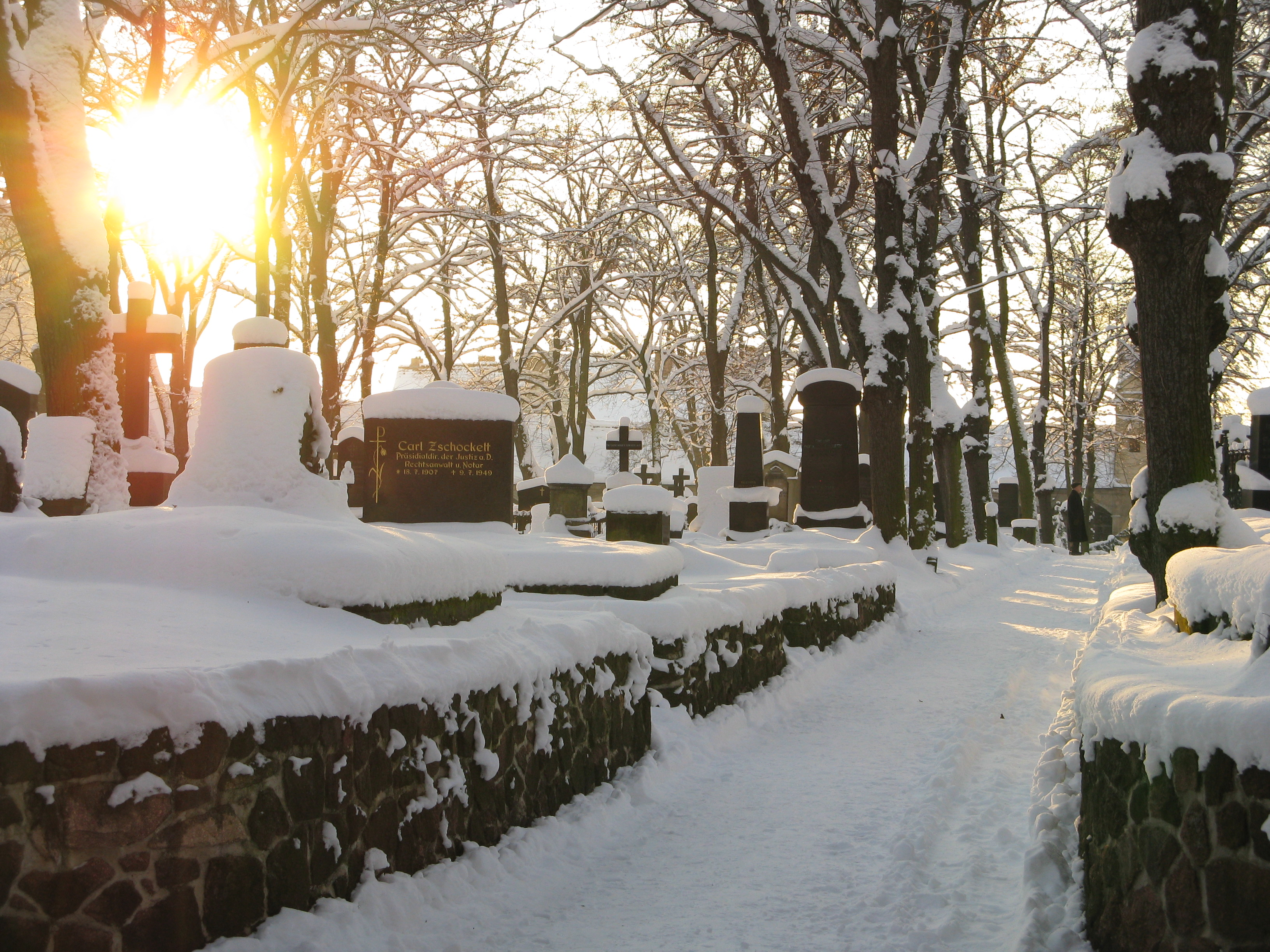
Stadtgottesacker im Winter

## Geschichte
Im 16. Jahrhundert begann man in den Städten, die Toten außerhalb der Stadtmauern zu begraben. In Halle gab Landesherr Kardinal Albrecht 1529 den Auftrag, die alten innerstädtischen Begräbnisplätze aufzulösen.
Für den neu zu errichtenden Gottesacker wählte man den Martinsberg, auf dem sich bis 1547 die Martinskapelle befand und der sich damals noch vor der Stadt befand. Die schon seit 1350 für Massenbestattungen in Pestzeiten dienende Fläche wurde mit einer Mauer umgeben, an der man ab 1557 nach Entwürfen des Stadtbaumeisters und Steinmetzen Nickel Hoffmann in über dreißigjähriger Bauzeit 94 Schwibbögen errichtete, die nach innen geöffnete Arkaden bildeten. Welche Künstler und Handwerker an den Grabbögen mitgewirkt haben, ist aufgrund der Zerstörungen von 1945 und des nachfolgenden Verfalls nicht mehr zu ermitteln. Eine Untersuchung im Jahre 1882 ergab 92 verschiedene Steinmetzzeichen; 1986 waren nur noch 50 erkennbar.
In den Arkaden befanden sich Grüfte, die mit kunstvoll geschmiedeten Eisen- oder Holzgittern abschlossen. Ursprünglich standen die Särge in den bis zu vier Meter tiefen Grüften sichtbar auf dem Boden. Um den gestiegenen hygienischen Ansprüchen im 19. Jahrhundert gerecht zu werden, wurden 1862 jedoch die meisten Grüfte mit Erde aufgefüllt.
Die Grüfte sind durchnummeriert und waren Eigentum der Stadt. Sie konnten aber von den halleschen Bürgern gemietet oder auch gekauft werden. Auf dem zunächst freien Feld im Innenraum der Anlage wurde erst ab 1822 bestattet. Nachdem später weitere Friedhöfe für die Einwohner der Stadt eingerichtet worden waren, entwickelte sich der Stadtgottesacker zum bevorzugten Begräbnisort der städtischen Oberschicht. Die Familien von Industriellen, Universitätsprofessoren, höheren Beamten und Offizieren fanden meist in Erbbegräbnissen ihre letzte Ruhe. Heute gibt es auf dem Friedhof etwa 2.000 Grabstellen. Nach einem längeren Verbot von Beisetzungen auf dem Stadtgottesacker können heute Urnen innerhalb der Friedhofsmauern bestattet werden.
Bombenabwürfe in den letzten Wochen des Zweiten Weltkriegs, besonders am 31. März 1945, beschädigten die Anlage schwer. In den folgenden Jahrzehnten verfiel sie. Nach der Gründung einer Bürgerinitiative 1985 und der „Stiftung Stadtgottesacker“ begann die Sanierung der denkmalgeschützten Anlage.
Darüber hinaus gründete sich die „Bauhütte Stadtgottesacker“, die bereits zu DDR-Zeiten von engagierten Bürgern gegründet und am 1. März 1990 als einer der ersten Vereine der Stadt eingetragen wurde. Sie ist hervorgegangen aus dem Arbeitskreis Stadtgottesacker, weil Vereinstätigkeiten zu DDR-Zeiten nur sehr eingeschränkt und mit Zustimmung des Regimes möglich waren. Nach der Wende konnte die Arbeit intensiviert werden. Jedoch erlaubte erst eine großzügige Privatspende der Tochter des Nobelpreisträgers für Chemie Karl Ziegler, Frau Marianne Witte (1923–2012), aus dem Vermächtnis ihres Vaters ab 1998 eine fast originalgetreue Rekonstruktion des gesamten Komplexes. Am 21. Mai 2003 wurde eine vom Bildhauer Bernd Göbel geschaffene Gedenktafel für die Spenderin enthüllt. Die Ehrenbürgerschaft der Stadt Halle (Saale) wurde an Marianne Witte am 2. Oktober 2003 verliehen.
Die Bauhütte fasste den Beschluss, die im Krieg zerstörten Gruftbögen durch Studenten der Bildhauerklasse der Burg Giebichenstein Kunsthochschule Halle anfertigen zu lassen. Der Bildhauer Martin Roedel und andere schufen als erstes Kopien der Reliefs der Renaissanceanlage, für die es Vorlagen gab. Für knapp zwei Dutzend der 89 kunstgeschichtlich bedeutenden Reliefs gibt es jedoch keine Vorlagen mehr. Hier hatte sich die „Bauhütte Stadtgottesacker“ e. V. zum Ziel gesetzt, die verlorengegangenen Gruftbögen durch zeitgenössische Reliefgestaltungen zu vervollständigen. Dies geschieht in Zusammenarbeit mit den Denkmalschutzbehörden und ist einzigartig in Deutschland. Die so entstandenen Reliefs wurden 2007 mit dem höchsten Preis der Deutschen Stiftung Denkmalschutz und des Steinmetzhandwerkes, dem Peter-Parler-Preis, ausgezeichnet. Die Zusammenarbeit ist zukunftsweisend, denn es gibt viele Denkmäler, bei denen Teile nicht mehr rekonstruiert werden können. Hier kann eine Ergänzung mit zeitgenössischen Arbeiten neue, spannende Einblicke bieten.
Marcus Golter, der erste westdeutsche Student an der Kunsthochschule in Halle, hatte zunächst im Jahr 1998 den Bogen 13 mit modernen Reliefs als Diplomarbeit ausgeführt. Das Ergebnis war überzeugend, so dass im Jahr 2017 die Bildhauerarbeiten an den Bogenreliefs fast vollständig beendet werden konnten. Damit sind nach zwei Jahrzehnten 27 Arkadenbögen neu entstanden. Neben Marcus Golter, der elf Gruftbögen fertigstellte, wurden die übrigen Bögen von den Bildhauern Martin Roedel, Bernd Göbel, Steffen Ahrens und der Bildhauerin Maya Graber erschaffen. Ebenfalls war der Metallbildhauer und Restaurator Pavel Majrych an der Wiederherstellung der Metallgitter beteiligt.
Der Stadtgottesacker wurde im Jahre 2011 von einer Jury mit dem Bestattungen.de-Awards ausgezeichnet und zu den drei schönsten Friedhöfen in Deutschland gewählt.

## Beschreibung

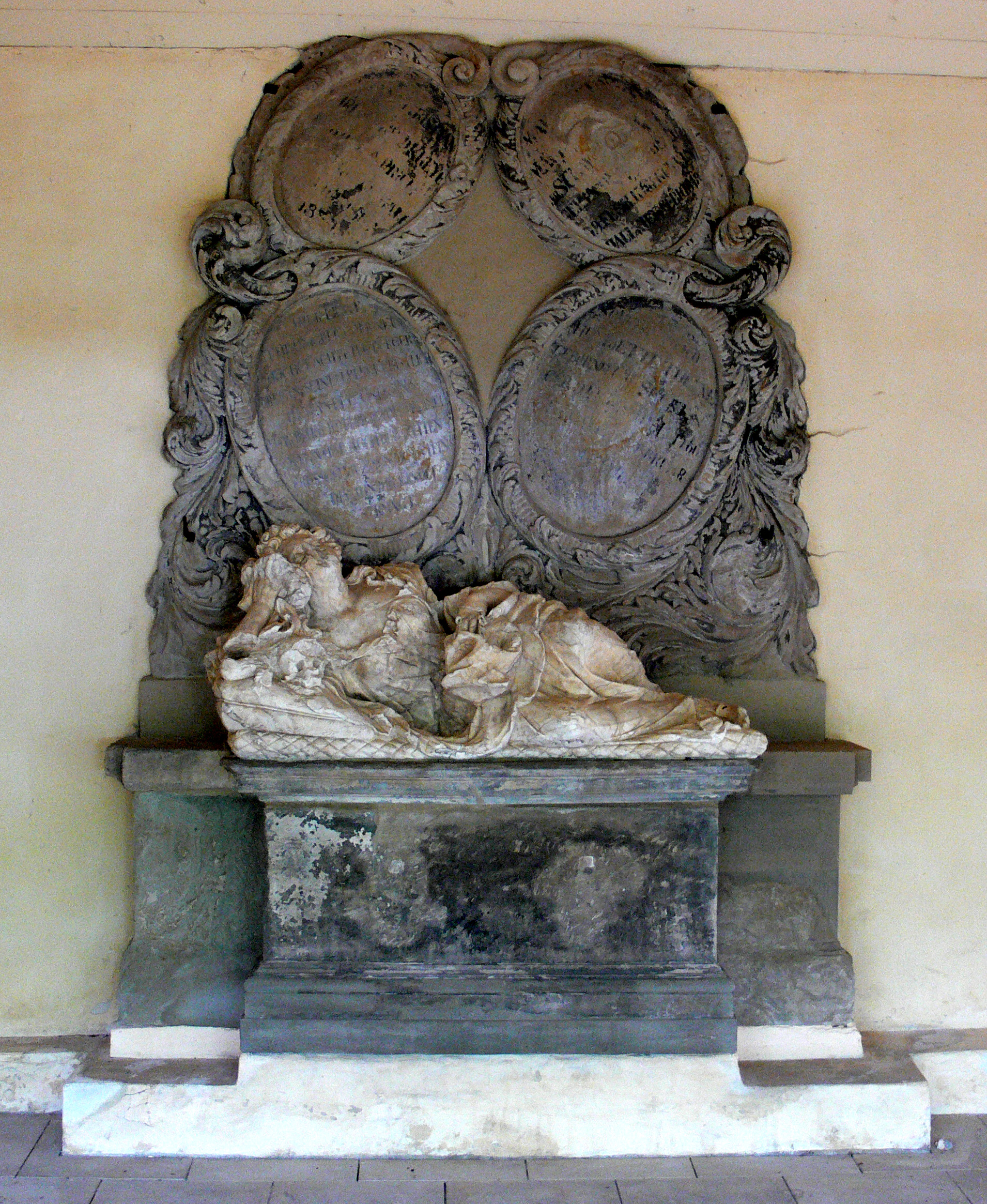
Typische Gestaltung einer Gruft aus dem Barock

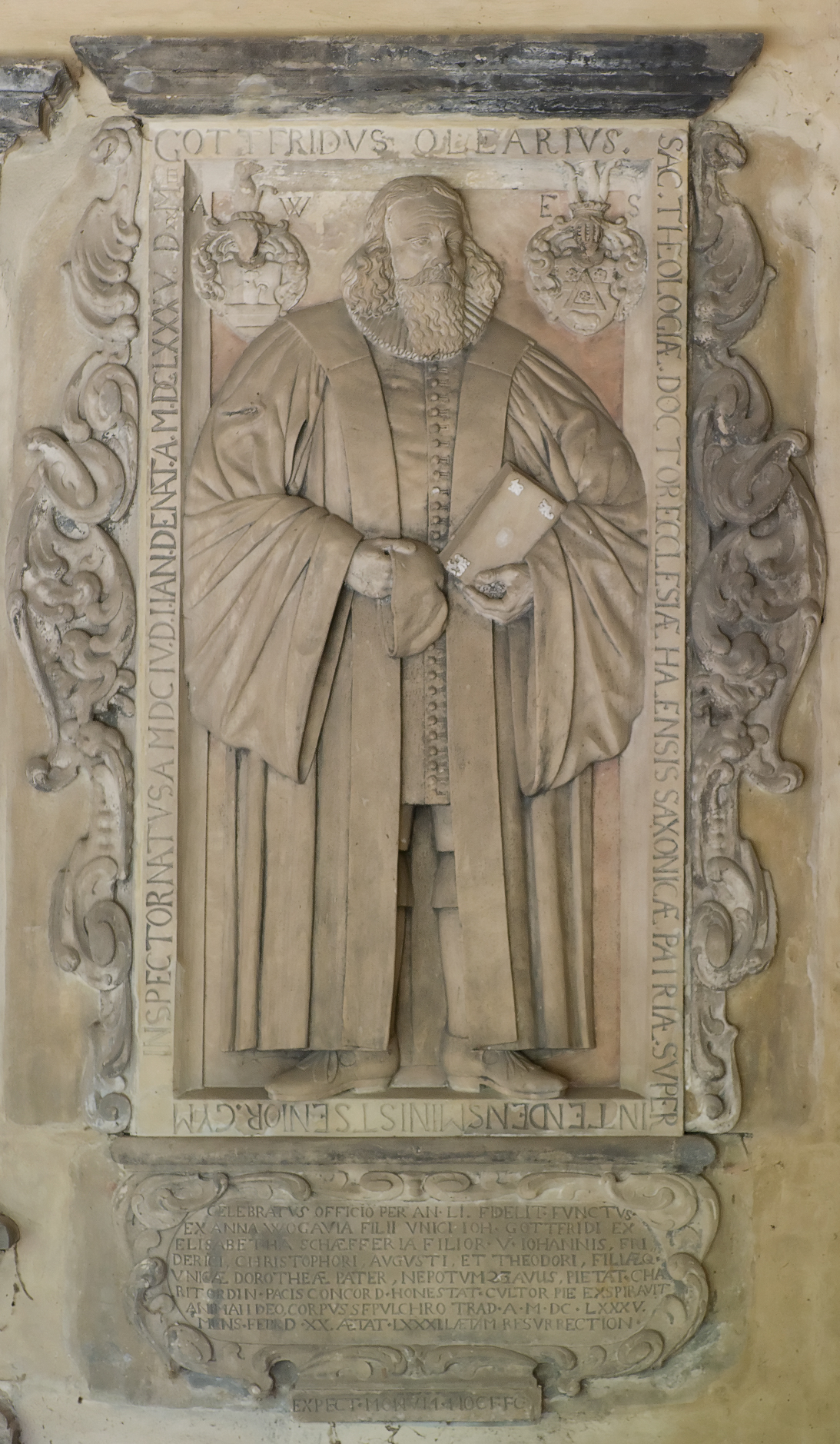
Epitaph des Gottfried Olearius im Gruftbogen 74

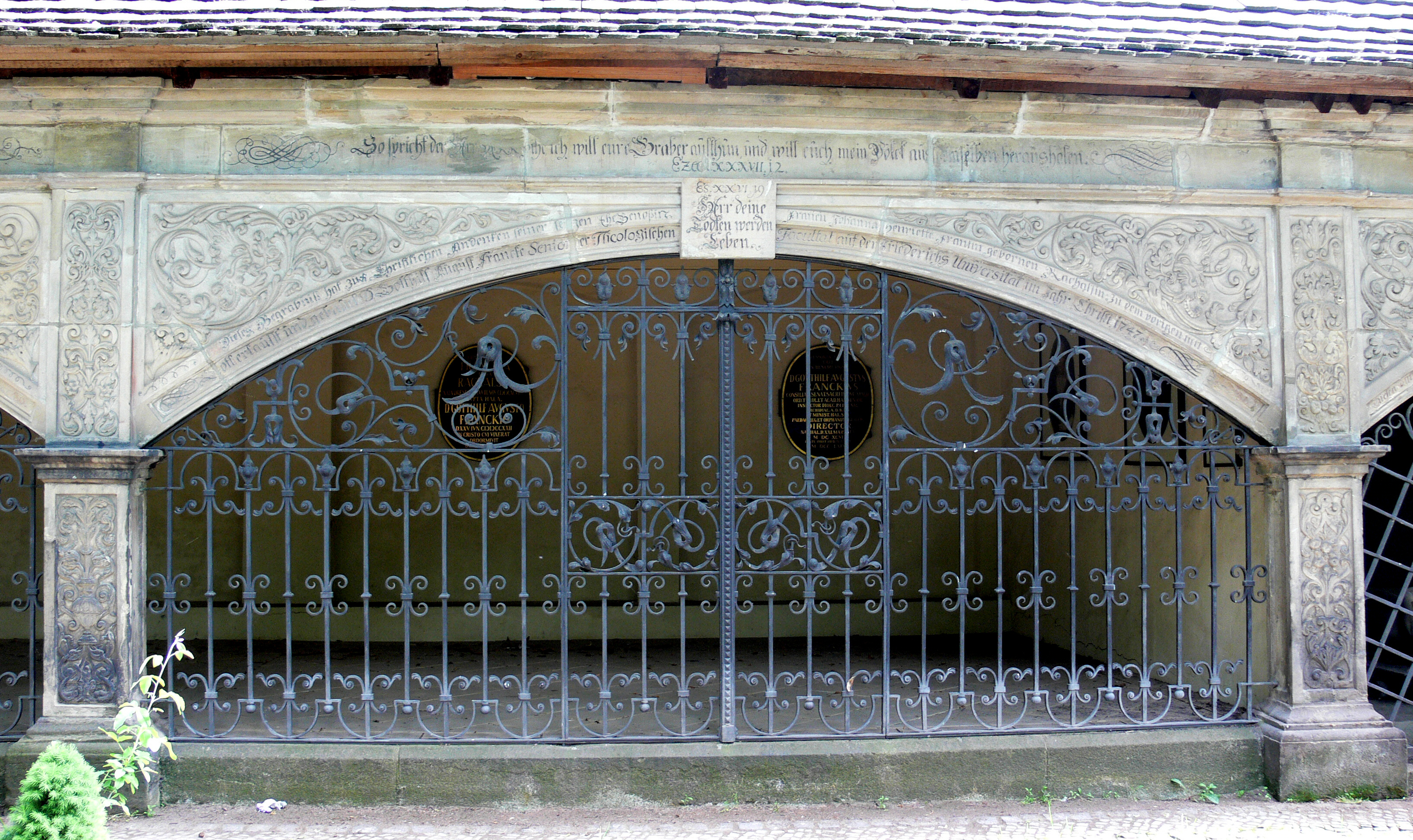
Gruftbogen 80/81: Franckesche Familiengruft

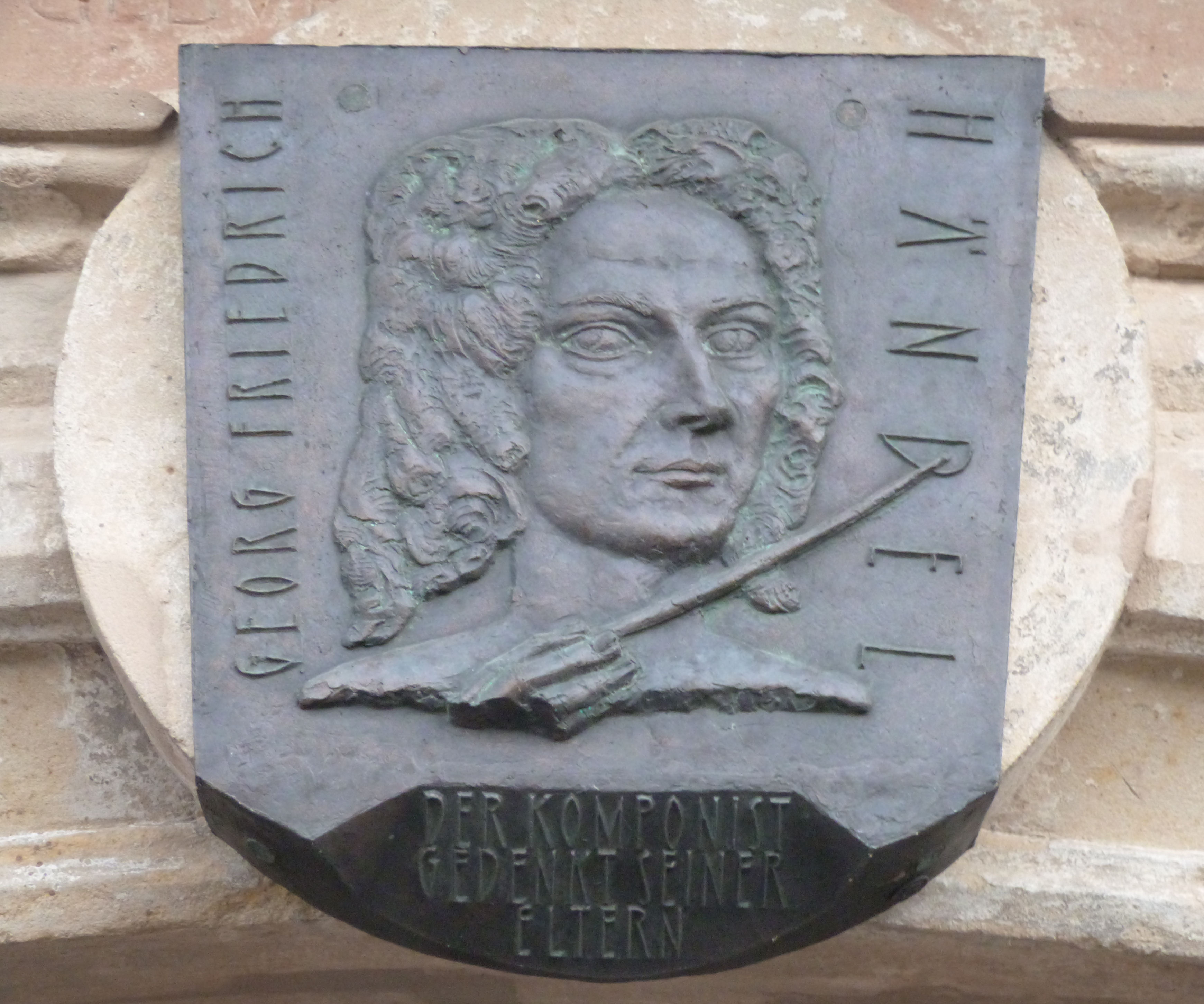
Reliefporträt Georg Friedrich Händels von Bernd Göbel am Gruftbogen 60

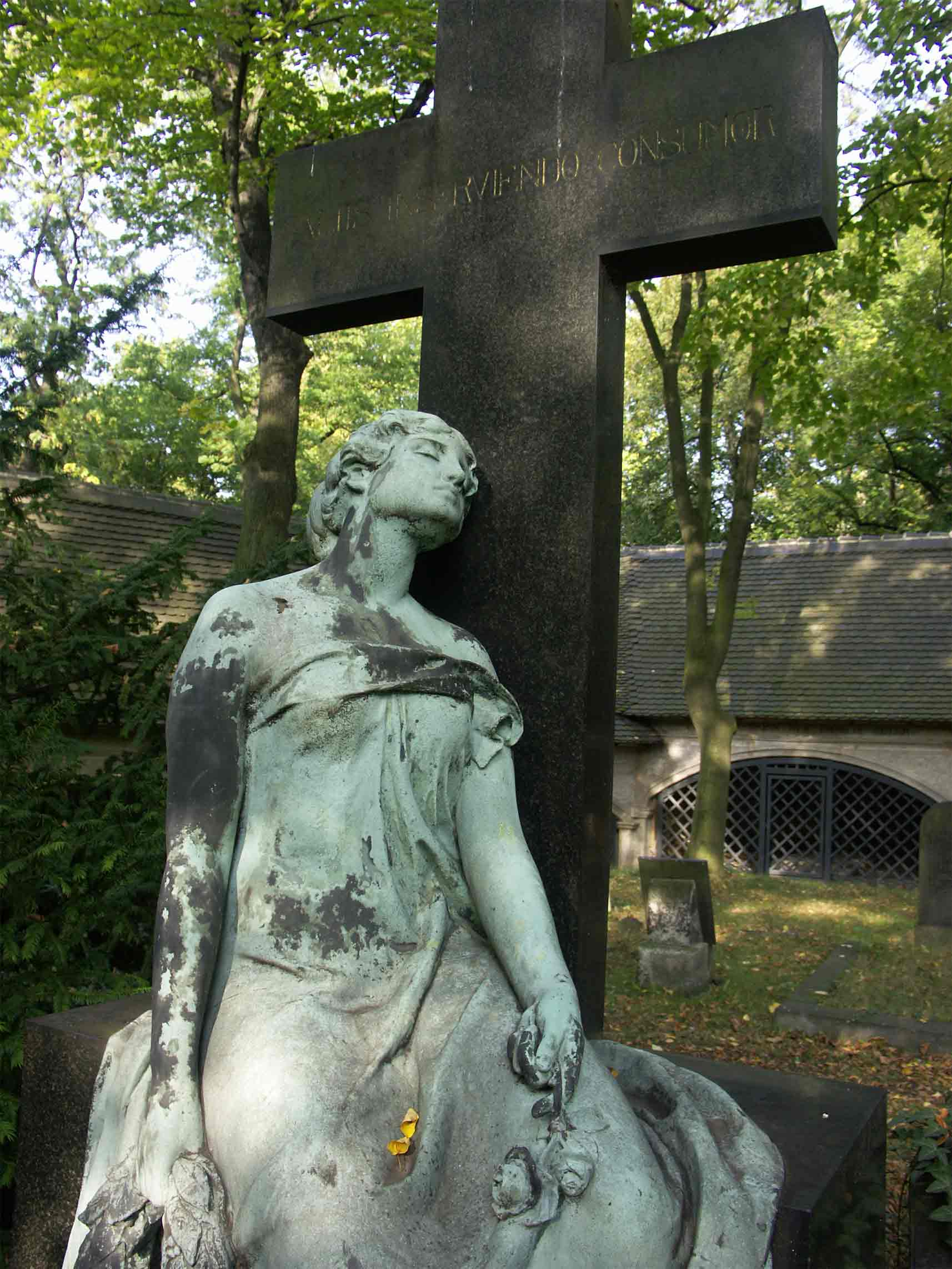
Grabstelle von Fritz Gustav von Bramann im Innenraum der Friedhofsanlage

Die Anlage hat die Form eines unregelmäßigen Vierecks und misst 113 × 123 × 129 × 150 Meter. Die Seiten sind mit einer fünf bis sechs Meter hohen Mauer gesichert. Deswegen wirkt der Stadtgottesacker von außen wie ein stark befestigtes Kastell. Bastionen und Schießscharten lassen erkennen, dass der Friedhof auch als Element der Stadtverteidigung diente. Den Eingang auf der Stadtseite im Westen versahen Hoffmanns Nachfolger 1590 mit einem Torturm. Über dem Bogen des inneren Eingangs befindet sich ein Reliefbildnis Nickel Hoffmanns. Es handelt sich um eine Kopie des aus dem Ende des 16. Jahrhunderts stammenden Porträts. Das Original befindet sich im Stadtmuseum Halle. 1721 und 1832 wurde der Friedhof nach Norden und nach Osten hin erweitert.
Die Felder über und die Pfeiler zwischen den Bögen sind mit Rankenornamenten geschmückt und teilweise mit Putten, Symbolen und Fantasiegestalten versehen. Die Rundbögen enthalten auch Bibelverse beider Testamente. Die Grabnischen bilden keine zusammenhängende Raumfolge, sondern sind durch Mauern kapellenartig voneinander getrennt. Die gesamte Arkadenanlage ist mit einem hohen Satteldach bedeckt.

## Bestattungsmöglichkeiten
Nach der Friedhofssatzung vom 14. Januar 2000 werden wieder Urnenbeisetzungen durchgeführt. Im Grabfeld steht eine begrenzte Anzahl Grabstätten ohne Grabmal dafür zur Verfügung. Für Gräber mit vorhandenen und unter Denkmalschutz stehenden Grabmalen können von den Nachkommen der Bestatteten neue Nutzungsrechte erworben werden. Nutzungsrechte für Grabbögen und Grabstätten von Persönlichkeiten der Stadtgeschichte werden nicht neu vergeben.
Um zusätzliche Beisetzungsmöglichkeiten zu schaffen, wurden in 10 Schwibbögen Urnennischen eingebaut, um diese als Kolumbarien zu nutzen; weitere sind geplant.

## Grabanlagen und Persönlichkeiten
Unter den Grabbögen und im Innenraum ruhen wichtige Honoratioren der Stadt und bedeutende Professoren der halleschen Universität, so unter anderem (chronologisch nach Geburtsjahr):
- Felicitas von Selmenitz (* 1488; † 1558), erste Frau der Reformation in Halle (Bogen 12)
- Kilian Goldstein (* 1499; † 1568), Jurist der Reformationszeit
- Paulus Praetorius (* 1521; † 1565), Pädagoge und Gelehrter (Bogen 22)
- Hieronymus Bucher (* 1538; † 1589), frühkapitalistischer Großkaufmann (Bogen 2)
- Johannes Olearius (* 1546; † 1623), lutherischer Theologe und Superintendent (Bogen 74)
- Kilian Stisser (* 1562; † 1620), Jurist, geheimer Rat und Kanzler (Bogen 66)
- Martin Röber (* 1583; † 1633), lutherischer Theologe und Pfarrer (Bogen 12)
- Bruno Stisser (* 1592; † 1646), Rechtswissenschaftler und Jurist, Senior des Schöppenstuhls und Kirchenvorsteher in Halle (Bogen 65)
- Andreas Merck (* 1595; † 1640), lutherischer Theologe und Pfarrer (Bogen 65)
- Gottfried Olearius (* 1604; † 1685), lutherischer Theologe und Chronist der Stadt Halle (Bogen 74)
- Georg Händel (* 1622; † 1697), Barbier und Wundarzt, später Hofchirurg des wettinischen Herzogs Johann Adolf I. von Sachsen-Weißenfels, Vater von Georg Friedrich Händel (Bogen 60)
- Jacob Lüdecke (* 1625; † 1696), Jurist, Amtmann auf dem Giebichenstein (Bogen 52 – Familiengruft)
- Friedrich Hondorff (* 1628; † 1694), Hof- und Justizrat und Salzgraf von Halle (Bogen 33)
- Samuel Stryk (* 1640; † 1710), Jurist und Professor der Rechte an der halleschen Universität (Bogen 77)
- Johann Christian Olearius (* 1646; † 1699), lutherischer Theologe
- Friedrich Madeweis (* 1648; † 1705), Pädagoge und Verwaltungsbeamter (Bogen 57)
- Christian Thomasius (* 1655; † 1728), Gründer der juristischen Fakultät der halleschen Universität (Bogen 10)
- Friedrich Hoffmann (* 1660; † 1742), Arzt und Medizinprofessor (Bogen 47)
- August Hermann Francke (* 1663; † 1727), Pädagoge und Theologe und Gründer der Franckeschen Stiftungen (Doppelbogen 80/81 – Familiengruft)
- Johann Peter von Ludewig (* 1668; † 1743), Historiker und Jurist (Bogen 77)
- Johann Heinrich Michaelis (* 1668; † 1738), evangelischer Theologe und orientalischer Philologe (Bogen 72)
- Johann Ehrenfried Zschackwitz (* 1669; † 1744), Rechtswissenschaftler und Professor der Rechte (Bogen 6)
- Johann Anastasius Freylinghausen (* 1670; † 1739), Theologe und Direktor der Franckeschen Stiftungen (Doppelbogen 80/81 in der Franckeschen Familiengruft)
- Joachim Lange (* 1670; † 1744), evangelischer Theologe und Professor für Theologie (Bogen 72)
- Nikolaus Hieronymus Gundling (* 1671; † 1729), Jurist, Geheimrat und Konsistorialrat (Bogen 89)
- Justus Henning Böhmer (* 1674; † 1749), Rechtswissenschaftler, Universitätsprofessor und Ordinarius, Hofrat und Hofpfalzgraf, Regierungskanzler des Herzogtums Magdeburg (Bogen 78)
- Simon Peter Gasser (* 1676; † 1745), Rechtswissenschaftler und Ökonom, Professor der Rechte (Bogen 9)
- Johann Juncker (* 1679; † 1759), Mediziner (Bogen 17)
- Christian Benedikt Michaelis (* 1680; † 1764), Orientalist und evangelischer Theologe (Bogen 92)
- Johann Gottlieb Heineccius (* 1681; † 1741), Professor für Recht und Philosophie an der halleschen Universität (Bogen 77)
- Michael Alberti (* 1682; † 1757), Professor für Medizin und Physik (Bogen 75)
- Jacob Gabriel Wolff (* um 1683/84; † 1754), Rechtswissenschaftler, Kirchenlieddichter und Professor der Rechte (Bogen 5)
- Johann Heinrich Schulze (* 1687; † 1744), Altertumswissenschaftler und Mediziner (Bogen 85)
- Johann Heinrich Callenberg (* 1694; † 1760), Orientalist, Publizist und Theologe (Bogen 73)
- Gotthilf August Francke (* 1696; † 1769), evangelischer Theologe und Pädagoge (Bogen 81 in der Franckeschen Familiengruft)
- Johann Christoph von Dreyhaupt (* 1699; † 1768), Historiker und Jurist (Bogen 58)
- Johann Liborius Zimmermann (* 1702; † 1734), evangelischer Theologe und Professor für Theologie (Bogen 16)
- Johann Andreas von Segner (* 1704; † 1777), Physiker, Mathematiker und Arzt (Bogen 83)
- Johann Justinus Gebauer (* 1710; † 1772), Verleger und Buchdrucker (Bogen 36)
- Philipp Adolph Böhmer (* 1711; † 1789), Anatom und Professor für Medizin (Bogen 78)
- Gottlieb Anastasius Freylinghausen (* 1719; † 1785), evangelischer Theologe und Direktor der Franckeschen Stiftungen (Bogen 81 in der Franckeschen Familiengruft)
- Daniel Nettelbladt (* 1719; † 1791), Jurist und Professor der Rechte (Bogen 22)
- Johann Friedrich Gruner (* 1723; † 1778), evangelischer Theologe, Historiker und Pädagoge (Bogen 67)
- Johann Salomo Semler (* 1725; † 1791), Theologe (Bogen 53)
- Johann Reinhold Forster (* 1729; † 1798), Naturwissenschaftler (Bogen 61)
- Friedrich Christian Juncker (* 1730; † 1770), Mediziner und Professor für Medizin (Bogen 17)
- Wenceslaus Johann Gustav Karsten (* 1732; † 1787), Mathematiker und Professor (Bogen 62/63)
- Johann August Nösselt (* 1734; † 1807), evangelischer Theologe und Professor für Theologie (Bogen 26)
- Johann Ludwig Schulze (* 1734; † 1799), Philologe und evangelischer Theologe (Bogen 82)
- Georg Stephan Wiesand (* 1736; † 1821), Jurist und Professor der Rechte (Bogen 28)
- Johann Christlieb Kemme (* 1738; † 1815), Mediziner, Professor der Medizin (Bogen 76)
- Karl Friedrich Senf (* 1739; † 1814), evangelischer Theologe und Kirchenlieddichter (Bogen 11)
- Johann Friedrich Gottlieb Goldhagen (1742–1788), Mediziner, Professor der Medizin (Bogen 41)
- Heinrich Johann Otto König (* 1748; † 1820), Jurist und Professor der Rechte (Bogen 25)
- Karl Friedrich Zepernick (* 1751; † 1839), Rechtsgelehrter und Richter (Bogen 27)
- Johann Caspar Ludwig Mencke (* 1752; † 1795), Jurist und Professor der Rechte (Bogen 44)
- Georg Christian Knapp (* 1753; † 1825), evangelischer Theologe und Professor für Theologie (Bogen 60)
- Heinrich Ernst Güte (* 1754; † 1805), evangelischer Theologe, Pfarrer und Professor für Theologie (Bogen 69)
- August Hermann Niemeyer (* 1754; † 1828), evangelischer Theologe, Pädagoge und Kirchenlieddichter (Bogen 15)
- Philipp Friedrich Theodor Meckel (* 1755; † 1803), Anatom und Chirurg (Bogen 76)
- Carl August Schwetschke (* 1756; † 1839), Verleger und Druckereibesitzer (Bogen 36)
- Ludwig Heinrich von Jakob (* 1759; † 1827), Staatswissenschaftler, Philosoph und Ökonom (Bogen 61)
- Johann Christian Wilhelm Juncker (* 1761; † 1800), Mediziner und Universitätsprofessor (Bogen 17)
- Fürchtegott Christian Fulda (* 1768; † 1854), evangelischer Theologe, Lehrer und Liederdichter
- Ludwig Friedrich Heindorf (* 1774; † 1816), Klassischer Philologe (Bogen 79)
- Johann Justus Peter Schulze (* 1785; † 1855), Architekt und Stadtbaumeister
- Johann Friedrich Gottfried Eiselen (* 1785; † 1865), deutscher Volkswirt
- Wilhelm Gesenius (* 1786; † 1842), Hebraist und Theologe (Innenfeld Abteilung I)
- Ernst Friedrich Germar (* 1786; † 1853), Entomologe, Mineraloge und Kommunalpolitiker (Innenfeld Abteilung IV)
- Peter Krukenberg (* 1787; † 1865), Pathologe und Professor für Innere Medizin (Innenfeld Abteilung I)
- Karl August Wilhelm Bertram (* 1788; † 1868), Kommunalpolitiker und Oberbürgermeister von Halle (Innenfeld Abteilung II)
- Ludwig Wucherer (* 1790; † 1861), Stadtältester, Unternehmer und Stadtrat (Bogen 14)
- Ludwig Pernice (* 1799; † 1861), Rechtsgelehrter und Kurator (Bogen 15)
- August Tholuck (* 1799; † 1877), evangelischer Theologe und Professor der halleschen Universität (Innenfeld Abteilung III)
- Ernst Blasius (* 1802; † 1875), Arzt und Professor für Chirurgie (Innenfeld Abteilung II)
- Hermann Agathon Niemeyer (* 1802; † 1851), Theologe und Direktor der Franckeschen Stiftungen (Innenfeld Abteilung I)
- Robert Rothe (* 1803; † 1893), preußischer Politiker und Regierungspräsident
- Carl Gustav Schwetschke (* 1804; † 1881), Druckereibesitzer und Buchhändler (Innenfeld Abteilung I)
- Gustav Kramer (* 1806; † 1888), Philologe, Theologe und Direktor der Franckeschen Stiftungen (Innenfeld Abteilung III)
- Hermann Ludwig Dryander (* 1809; † 1880) , evangelischer Theologe und Superintendent (Bogen 41)
- Ludwig Krahmer (* 1810; † 1895), Pharmakologe
- Carl Julius Dryander (* 1811; † 1897), deutscher Jurist und Abgeordneter (Bogen 41)
- Robert Franz (* 1815; † 1892), Komponist (Innenfeld Abteilung II)
- Mathilde Tholuck (* 1816; † 1894), Mitgründerin der Diakonie in Halle und des heutigen evangelischen Studentenkonvikts
- Hermann Knoblauch (* 1820; † 1895), Physiker und Präsident der Leopoldina (Innenfeld Abteilung II)
- Eduard Heine (* 1821; † 1881), Mathematiker (Innenfeld Abteilung III)
- Carl Adolf Riebeck (* 1821; † 1883), hallescher Unternehmer und Industrieller (Innenfeld Abteilung IV)
- Otto Nasemann (* 1821; † 1895), Philologe, erster Direktor am Stadtgymnasium Halle
- Gustav Hertzberg (* 1826; † 1907), Althistoriker und Schriftsteller (Innenfeld Abteilung II)
- Marie Hinrichs (* 1828; † 1891), Sängerin und Komponistin (Innenfeld Abteilung II)
- Eduard Karl August Riehm (* 1830; † 1888), Professor für Theologie an der halleschen Universität
- Richard von Volkmann (* 1830; † 1889), Chirurg und Schriftsteller (Innenfeld Abteilung II)
- Albert Dehne (* 1832; † 1906), Maschinenbauer und Unternehmer (Innenfeld Abteilung III)
- Heinrich Graf Luckner (* 1833; † 1919) Gutsherr auf Bimöhlen (Schleswig-Holstein) und Pennrich (Sachsen), Vater des als Seeteufel bekannten Felix Graf Luckner
- Hermann Schwartze (* 1837; † 1910), Arzt und Professor für Ohrenheilkunde an der halleschen Universitätsklinik (Innenfeld Abteilung III)
- Rudolf Hohl (* 1838; † 1872), Professor für Medizin an der halleschen Universität
- Hermann Schmidt-Rimpler (* 1838; † 1915), Professor für Augenheilkunde (Innenfeld Abteilung II)
- Franz Theodor Förster (* 1839; † 1898), evangelischer Theologe und Professor für Theologie (Innenfeld Abteilung IV)
- Max Maercker (* 1842; † 1901), Professor für Landwirtschaft (Innenfeld Abteilung II)
- Gustav Staude (* 1843; † 1909), Kommunalpolitiker und Oberbürgermeister von Halle (Innenfeld Abteilung III)
- Rudolf Ernst Weise (* 1844; † 1935), Maschinenbauer und Unternehmer (Innenfeld Abteilung II)
- Gustav Beelitz (* 1845; † 1912), Domprediger
- Ernst Heinrich Giese (* 1853; † 1944), Architekt (Friedhof außerhalb der Umfassungsmauern, Grabstelle existiert nicht mehr)
- Friedrich Gustav von Bramann (* 1854; † 1913), Professor für Chirurgie (Innenfeld Abteilung I)
- Anselma Heine (* 1855; † 1930), Schriftstellerin (Innenfeld Abteilung III)
- Ewald Genzmer (* 1856; † 1932), deutscher Städtebauer und Hochschullehrer (Innenfeld Abteilung I)
- Agnes Gosche (* 1857; † 1928), Philologin und Direktorin der Städtischen Frauenschule (Innenfeld Abteilung III)
- Paul Riebeck (* 1859; † 1889), Industrieller und Mäzen (Innenfeld Abteilung IV)
- Wilhelm Schneidewind (* 1860; † 1931), Professor für Agrikulturchemie an der halleschen Universität
- August Nebe (* 1864; † 1943), Pädagoge und Direktor der Franckeschen Stiftungen (Innenfeld Abteilung II)
- Theo Sommerlad (* 1869; † 1940), Historiker und Hochschullehrer
- Carl Wentzel (* 1876; † 1944), Agrarunternehmer und Mitwisser des Attentats vom 20. Juli 1944 (Innenfeld Abteilung IV)
- Hans von Rudolphi (* 1884; † 1944), Philatelist, Initiator des Tages der Briefmarke (Bogen 47)
- Walter Funkat (* 1906; † 2006), Grafiker, Hochschullehrer und DDR-Kulturfunktionär
- Carl Helmut Steckner (* 1916; † 2003), Maler, Fotograf, Journalist und Regionalforscher
- Heinz Bethge (* 1919; † 2001), Physiker und Präsident der Leopoldina (Innenfeld Abteilung IV)
- Erwin Könnemann (* 1926; † 2016), Historiker
- Günter Adam (* 1932; † 2019), Chemiker und Hochschullehrer
- Hermann Matschiner (* 1935; † 2022), Chemiker und Hochschullehrer
- Josef Bönisch (* 1935; † 2025), Komponist, Arrangeur und Musikpädagoge
- Ernst-Otto Reher (* 1936; † 2016), Verfahrenstechniker und Hochschullehrer
- Peter Sodann (* 1936; † 2024), Schauspieler, Regisseur und Theaterintendant
- Lieselotte Jelowik (* 1937; † 2017), Rechtswissenschaftlerin und Juristin
- Irmtraud Ohme (* 1937; † 2002), Bildhauerin (Innenfeld Abteilung III)
- Wolfgang Kirsch (* 1938; † 2010), Altphilologe und Professor der halleschen Universität (Innenfeld Abteilung IV)
- Hermann Goltz (* 1946; † 2010), evangelischer Theologe und Ostkirchenkundler
- Manfred Frühauf (* 1950; † 2019), Geograf, Geoökologe, Hochschullehrer und Leichtathlet
- Bettina Brandi (* 1953; † 2019), Theaterwissenschaftlerin
- Klaus-Günter Pods (* 1954; † 2004), Richter am Bundesarbeitsgericht

## Sonstiges
In Leipzig gab es vor dem Grimmaischen Tor mit dem 1536 errichteten Alten Johannisfriedhof eine ähnliche Anlage, die aber so nicht mehr existiert. Auch der Kronenfriedhof in der Lutherstadt Eisleben und der Alte Friedhof in Buttstädt bei Weimar waren entsprechend gestaltet.